# Sympycnus placidus
Sympycnus placidus är en tvåvingeart som beskrevs av Charles Howard Curran 1926. Sympycnus placidus ingår i släktet Sympycnus och familjen styltflugor.
Artens utbredningsområde är Kongo. Inga underarter finns listade i Catalogue of Life.